# Музей Карла Ернста Остхауса
Музей Карла Ернста Остхауса (нім. Osthaus Museum Hagen) — художній музей у німецькому місті Гаґен, заснований меценатом Карлом Ернстом Остхаусом.

## Історія
Будівлю музею спроєктував берлінський архітектор Карл Герард (початок роботи — в 1898) на замовлення К. Е. Остхауса. Внутрішнє оформлення зробив художник Анрі ван де Вельде в 1902. Музей був відкритий у тому ж році під назвою Гаґенський музей Фолькванг. Це був перший у Німеччині музей сучасного мистецтва. Остхаус організував численні актуальні виставки мистецтва модернізму (наприклад, групи Міст влітку 1907).
Після смерті К. Е. Остхауса в 1921 його спадкоємці розпродали всю музейну колекцію — переважно місту Ессен, де був наново відкритий музей Фолькванг.
Натомість будівлю музею у Гаґені придбала міська електрична компанія і розмістила тут свою контору.
Новий художній музей у Гаґені — міський музей Крістіана Рольфса — відкритий в 1930 на Віллі Пост. У роки Третього Рейху музей було перейменовано, а значну частину його експонатів (зокрема близько 400 робіт Рольфса) вилучено з експозиції.
Наприкінці 1945 музей Карла Ернста Остхауса відновлений. У 1955 він повенувся у своє старе приміщення музею Фолькванг, яке було перебудоване і реставроване у дусі живопису модерну.
З 2006 по серпень 2009 музей знову реконструювали і відкрили під назвою Osthaus Museum Hagen.

## Колекція
Колекція творів мистецтва, зібрана в музеї, поділяється на 2 частини: Класичний модерн та Сучасне мистецтво. В історичному залі для прийомів можна побачити полотна, створені близько 1900. На верхньому поверсі зібрані роботи Крістіана Рольфса. Окрім того, в музеї представлені шедеври німецького живопису і скульптури першої половини XX століття — роботи Отто Дікса, Еріха Хеккеля, Ернста Людвіга Кірхнера, Франца Марка, Олександра Архипенка та інших майстрів.

## Галерея

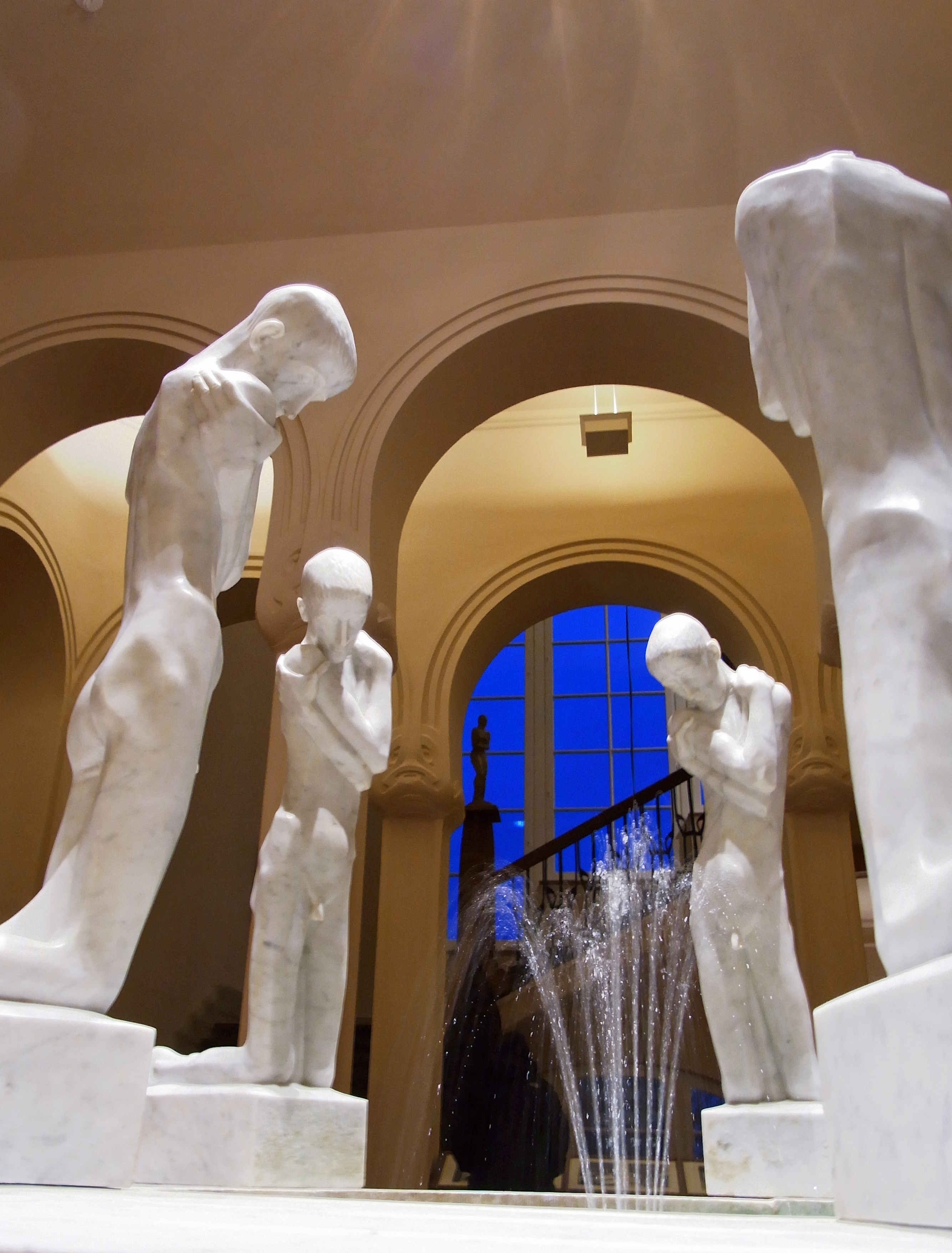
Жорж Мінне. Колодязь уклінних (1898)
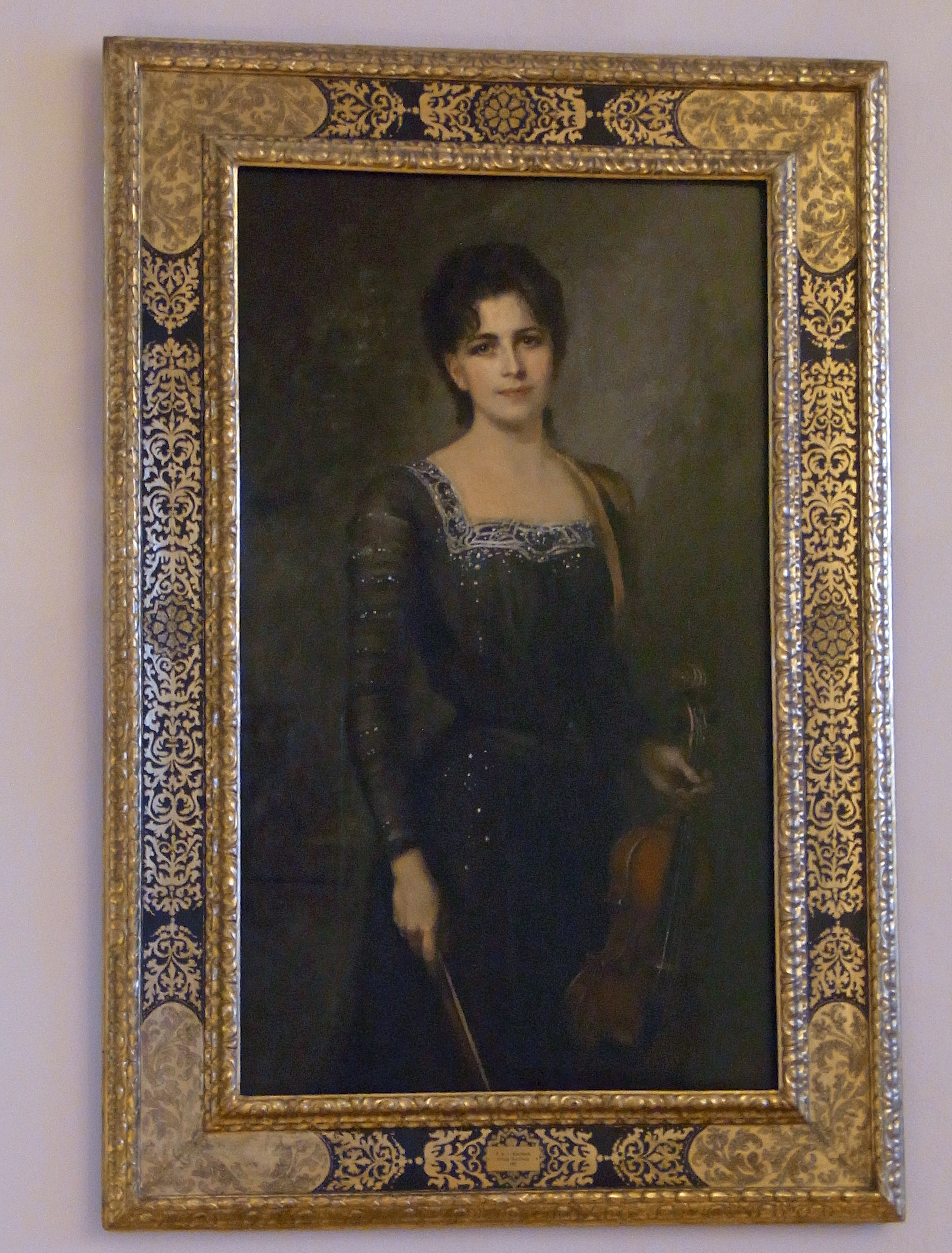
Фрідріх Август фон Каульбах. Портрет дружини художника зі скрипкою
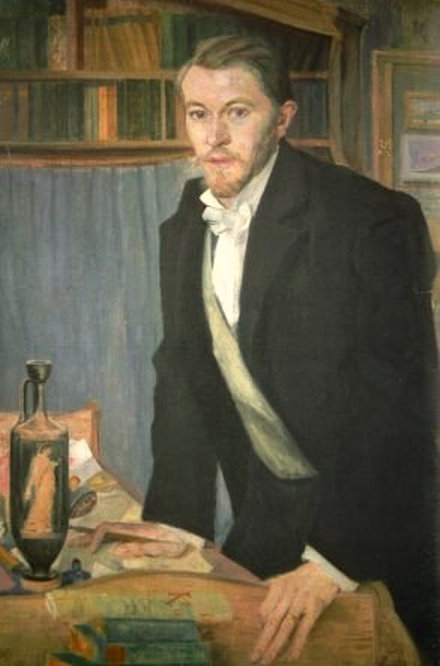
Іда Герхарді. Портрет К. Е. Остхауса
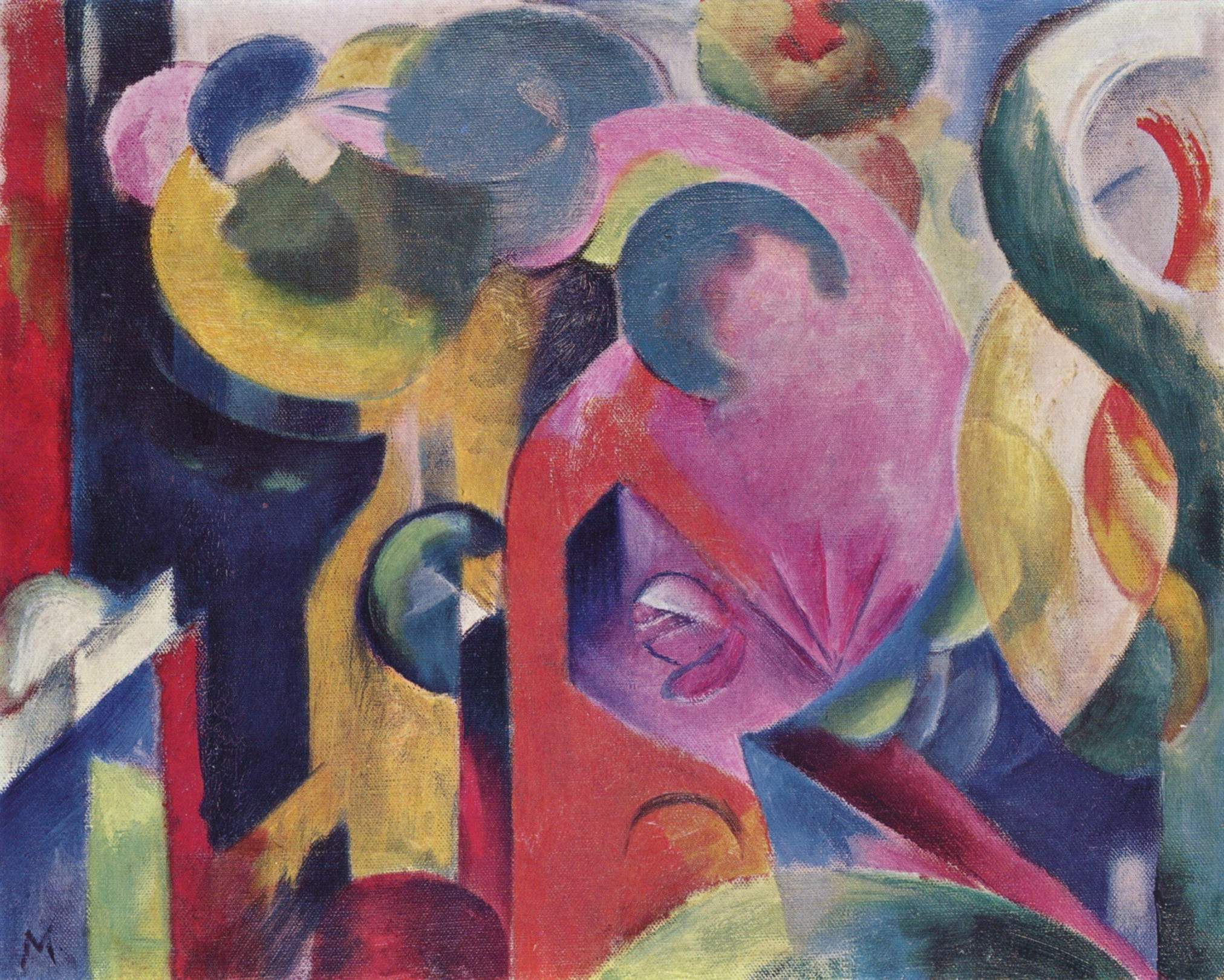
Франц Марк. Композиція III (1914)
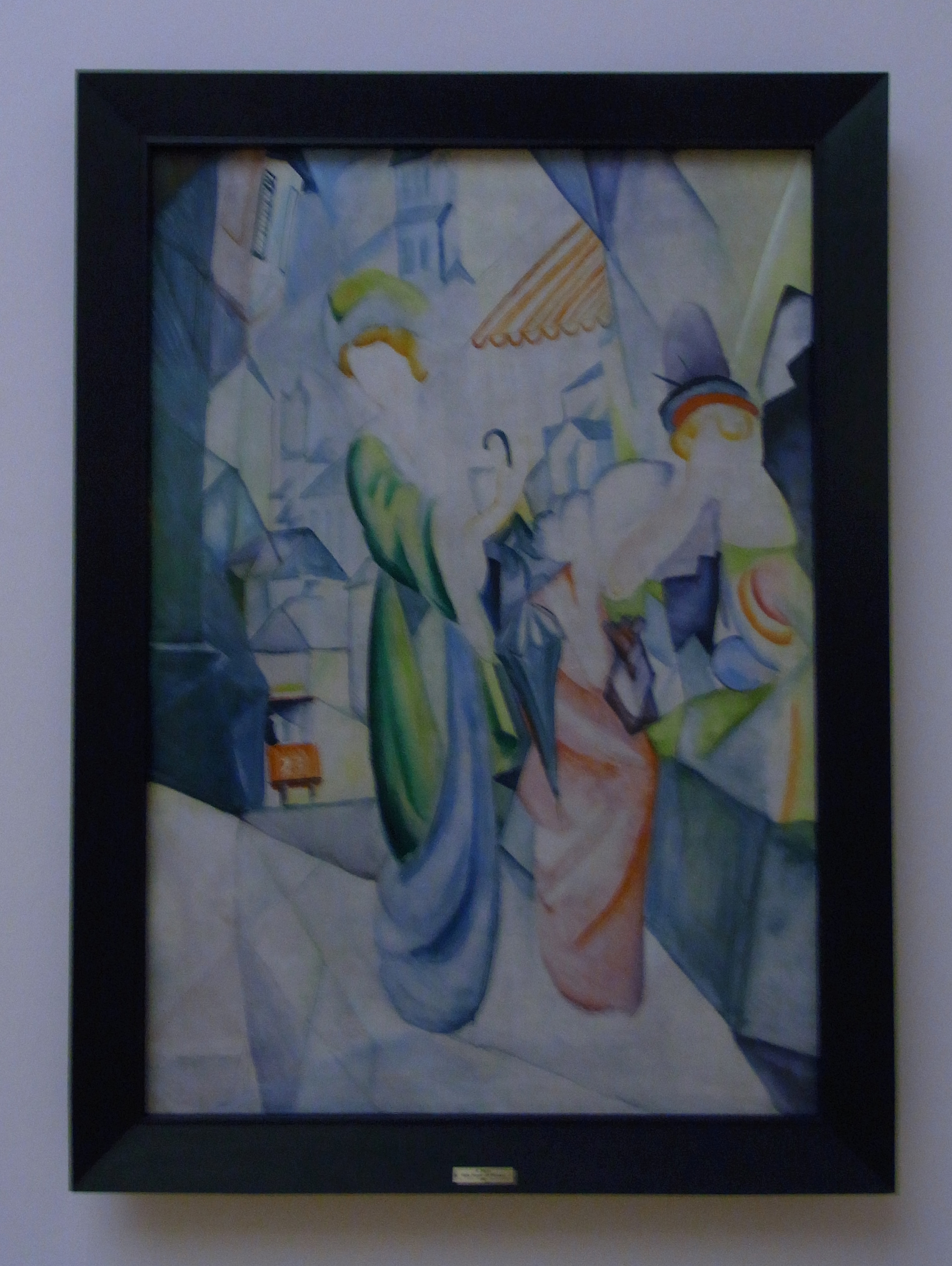
Август Маке. Жінки перед лавкою з капелюшками (1913)
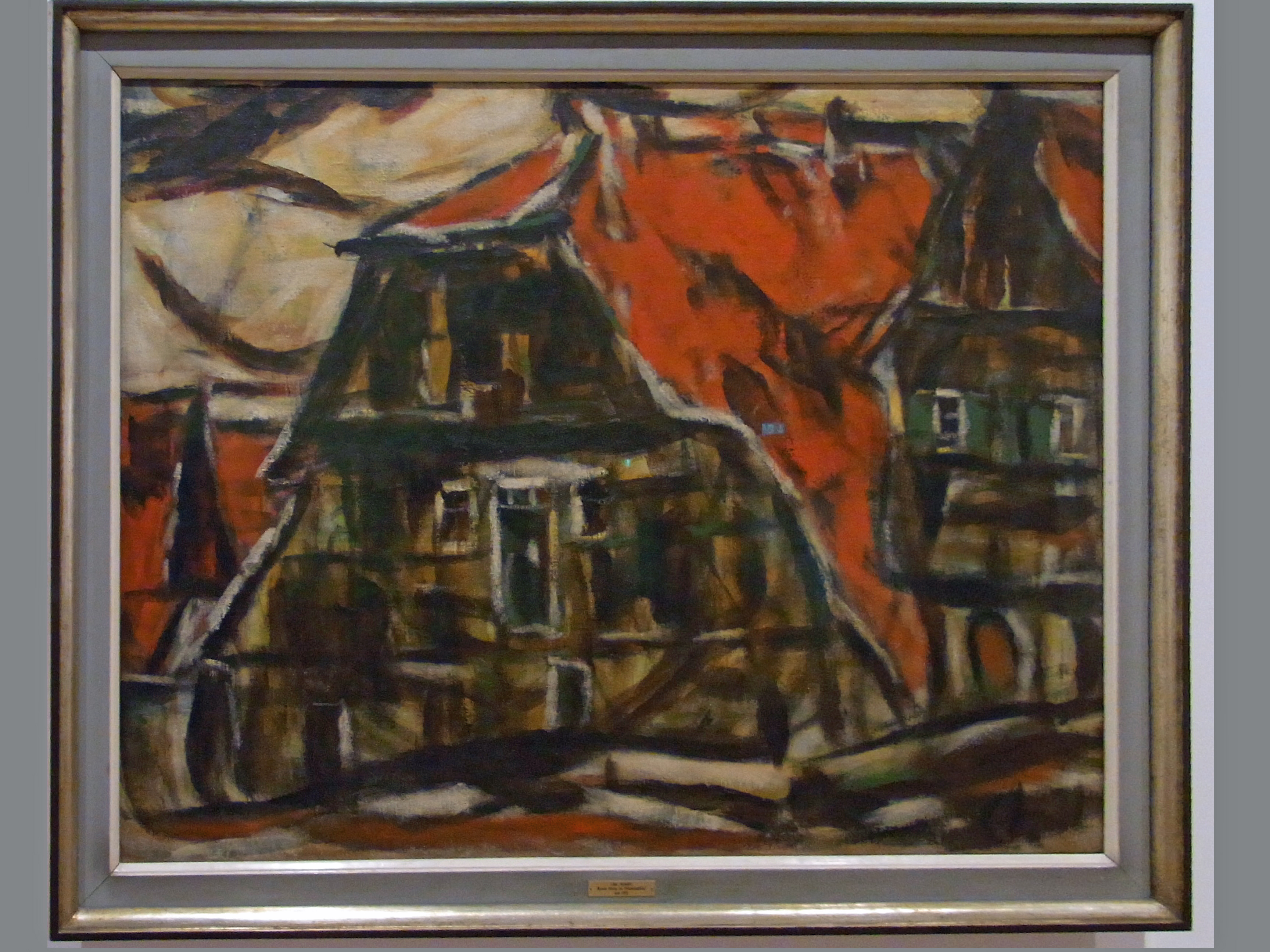
Крістіан Рольфс. Червоний будинок в Дінкельсбюль (1921)